# John Duke Coleridge
Pour les articles homonymes, voir Duke et Coleridge (homonymie).
John Duke Coleridge, né le 3 décembre 1820 et mort le 14 juin 1894, 1er baron Coleridge, est un barrister, juge et homme politique britannique. Il fut tour à tour solliciteur général, procureur général, Chief Justice of the Common Pleas et Lord juge en chef.